# Залем (Баден-Вюртемберг)
Залем (нім. Salem) — громада в Німеччині, знаходиться в землі Баден-Вюртемберг. Підпорядковується адміністративному округу Тюбінген. Входить до складу району Бодензе.
Площа — 62,70 км2. Населення становить 11 579 ос. (станом на 31 грудня 2020).